# 앙거뮌데-슈트랄준트선
앙거뮌데-슈트랄준트선(독일어: Bahnstrecke Angermünde–Stralsund)은 독일 브란덴부르크주 및 메클렌부르크포어포메른주 북동부를 지나는 복선 전철화된 철도 노선이다. 포어포메른 지역에서 초기에 개통된 철도 노선에 속한다. 베를린-슈체친 철도회사(Berlin-Stettiner Eisenbahn-Gesellschaft)에 의해서 건설 및 운영되었다가 이후에 국유화되었다. 베를린-슈체친선의 앙거뮌데에서 분기하여 앙클람, 그라이프스발트, 슈트랄준트를 잇는다. 베를린에서 자스니츠를 잇는 철도 노선망의 일부로, 자스니츠에서는 스웨덴과의 선박 노선과 연결된다.

## 노선
앙거뮌데역에서 베를린-슈체친선의 북쪽으로 분기한다. 앙거뮌데 북쪽에서는 우커마르크호 호안과 우커강을 따라서 프렌츨라우, 파제발크로 향한다. 네흘린역 북쪽 약 1.8 km 지점에서 브란덴부르크-메클렌부르크포어포메른 주계를 지난다. 파제발크에서는 북서쪽으로 방향을 전환하여 위커뮌데 초지를 지난다. 페르디난트스호프 일대에서는 초지를 지난다. 두헤로역에서는 헤링스도르프 방면 노선이 분기했으나 1945년에 폐선되었다. 앙클람 이북으로는 더 북서쪽으로 방향을 전환한다. 취소역에서는 그라이프스발트 방향으로 계속 진행한다. 슈트랄준트 일대에서는 해안선 약 5 km 안쪽을 따라서 진행한다. 슈트랄준트 일대에서 북쪽으로 방향을 전환하여 슈트랄준트 중앙역으로 연결된다.
노선 일대에 습지, 하천, 강이 펼쳐져 있다. 노선에 존재하는 최대 규모의 교량은 그라이프스발트 일대에서 리크강을 건너는 교량 및 페르디난트스호프 일대에서 차로강을 건너는 교량이다. 1907년에 완공된 앙클람 페네교(Peenebrücke Anklam)는 건설 당시 최신 기술이 집약된 도개교였다. 이외에도 여러 아우토반 및 독일 연방국도 노선과 교차한다.

## 참고 문헌
- Rudi Buchweitz (2013). 《Die Zweigbahnen der Berlin-Stettiner Eisenbahn》. Berlin: VBN Verlag Bernd Neddermeyer. ISBN 978-3-941712-26-3.
- Dieter Grusenick (2013). 《150 Jahre Eisenbahn zwischen Berlin und Stralsund》. Berlin: VBN Verlag Bernd Neddermeyer. ISBN 978-3-941712-31-7.
- Dieter Grusenick, Erich Morlok, Horst Regling (1999). 《Die Angermünde-Stralsunder Eisenbahn einschließlich Nebenstrecken》. Stuttgart: transpress. ISBN 3-613-71095-1.